# No Russian
No Russian(노 러시안)은 2009년 비디오 게임 《콜 오브 듀티: 모던 워페어 2》와 그 리마스터 게임에 등장하는 임무 중 하나이다. 이 임무에서 플레이어는 러시아의 공항에서 벌어지는 총기 난사에 참여하게 되며, 다만 플레이어는 민간인에게 총을 발사하도록 강제되거나 지시받지 않으며 어떤 제약도 없이 레벨을 건너뛸 수도 있다. "No Russian" 레벨은 블라디미르 마카로프(Vladimir Makarov)라는 러시아 테러리스트 그룹의 지도자로부터 신뢰를 얻으려는 미국 중앙정보국의 비밀 요원인 미국 육군 레인저 조셉 앨런(Joseph Allen) 일병의 관점에서 진행된다.
"No Russian" 레벨의 개발에는 게임 디자이너인 모하마드 알라비(Mohammad Alavi)가 주로 관여하였다. 알라비는 이 레벨이 플레이어와 마카로프 사이에 감정적 연결을 형성하는 촉매로서 역할하기를 바랐다. 레벨의 개발 대부분은 학살 장면에 집중되었으나, 알라비는 플레이어에게 레벨이 너무 자의적이거나 트라우마적으로 느껴지지 않기를 원했다. 해당 레벨에 대한 《콜 오브 듀티: 모던 워페어 2》 개발 팀의 의견은 양분되었으며, 일부 게임 테스터들은 불만을 표하였고 레벨 플레이 자체를 거부하기도 하였다.
"No Russian"은 플레이어로 하여금 테러리스트의 대량 학살에 직접 참여하도록 했다는 점에서 논쟁의 대상이 되었으며 게임을 주제로 한 매체와 그밖의 뉴스 매체들의 주제로 다루어졌다. 해당 레벨의 생생한 묘사로 인해 러시아 발매판에서 해당 레벨이 삭제되는 등 《콜 오브 듀티: 모던 워페어 2》는 여러 국제판에서 검열을 받았다.

## 게임 스토리
"No Russian"은 "콜 오브 듀티: 모던 워페어 2"의 싱글 캠페인의 4번째 이야기이다. 이 이야기에서는 4명의 테러리스트와 함께 엘리베이터 밖으로 나오는 부분부터 시작한다. 그들은 보안 검색대에 있는 민간인과 경찰을 향해 사격을 시작하고 공항 내부를 다니면서 계속해서 민간인을 사살한다. 이때 사용자가 사격하지 않아도 다른 테러리스트들이 민간인을 학살한다. 민간인을 학살한 후 공항을 탈출해 군인들을 제거하고 탈출하기 직전에 미카로프가 사용자인 '조셉 앨런'을 살해하면서 이야기가 끝난다. 캠페인을 시작하기 전에 경고창이 표시되면서 이야기를 건너 뛸 것인지 묻고, 이 부분을 건너 뛰더라도 게임의 성과 및 진행 상황에 지장은 없다.
러시아 테러리스트 그룹의 신뢰를 얻기 위해 위장한 CIA 비밀 요원인 조셉 앨런이 "No Russian" 계획에 따라 모스크바의 키예프 국제공항에서 대학살에 참여했다. 그룹의 수장인 블라디미르 미카로프는 미국에 책임을 뒤집어씌우기 위해 동료들에게 러시아어를 사용하지 못하도록 하고 무기도 미국제만 사용한다. 그들은 공항을 떠나기 직전에 조셉 앨런의 정체를 이미 알고있었고, 조셉 앨런을 사살한다. 미카로프의 공작으로 러시아 대테러요원들은 테러리스트 중 한 명이 미국 비밀공작원임을 파악해 미국에 전쟁을 선포하였다.

## 개발
게임 디자이너인 무하마드 알라비는 "이 게임에는 우리의 최고 디자이너가 시나리오를 제작했다"고 주장했다.

## 평가

### 초기 평가
"모던 워페어 2"가 출시되기 전에 "No Russian"의 시나리오 영상이 인터넷에 유포되었으며, 개발사는 이를 인정하고 상황을 설명하였다. 초기에 저널리스트들의 의견은 엇갈렸는데, "데일리 텔레그래프"의 톰 호깅스는 "플레이해보지 못한 시나리오를 평가하기는 어렵지만, 시민을 향해 수류탄을 던지고 학살하게 만든 것이 잘못 만들어진 것은 아닌가 의심했다."는 평을 했고, "가디언"의 케이스 스튜어트는 "스킵 기능은 책임 회피"라고 주장했다. 짐 스털링은 사람들이 피하려고 하는 주제를 다루었다는 점에서 지지의사를 밝혔고, "No Russian"시나리오가 사용자에게 목적을 이루기 위해 희생을 치를 가치가 있는지에 대한 고찰을 제공한다면 예술적인 형태로 볼 수 있다고 주장했다.
"모던 워페어2"에 대한 긍정적 평가도 있었던 반면, 다수의 평론가들은 "No Russian"의 콘텐츠에 대해 강하게 비판했다.